# Муштакова, Ираида Васильевна
Ираида (Ирина) Васильевна Муштакова (Ираида Пенько; 5 августа 1927, Цивильск, Чувашская АССР, РСФСР, СССР — 11 апреля 2023) — советская артистка оперетты. Заслуженная артистка РСФСР (1964).

## Биография
В 1953 году окончила факультет музыкального театра Московского государственного института театрального искусства.
В 1954—1979 годах — актриса Московского театра оперетты.
Первой ролью, где в полной мере раскрылся талант артистки, стала роль Ларисы в оперетте И. Дунаевского «Белая акация».
В дальнейшем успехом у критиков и зрителей пользовались роли Анжелы в «Поцелуе Чаниты» Ю. Милютина (исполнение этой роли отмечает в своих воспоминаниях и Татьяна Шмыга) и Адели («Летучая мышь» И. Штрауса).
Скончалась 11 апреля 2023 года на 96-м году жизни.

## Роли в театре
- Элиза Дулиттл («Моя прекрасная леди» Ф. Лоу)
- Жюльетта («Граф Люксембург» Ф. Легара)
- Стелла («Ромео, мой сосед» Рауфа Гаджиева.)
- Анжела («Поцелуй Чаниты» Юрия Милютина и Евгения Шатуновского)
- Валя («Искатели сокровищ» Семёна Заславского)
- Лариса («Белая акация» Исаака Дунаевского)
- Кларисса («Баронесса Лили» Йенё Хуски)
- Адель («Летучая мышь» Иоганна Штрауса – сына)
- Лолита Соль де Перес («Цирк зажигает огни» Юрия Милютина).

## Роли в кино (фильмы-спектакли)
- 1969 Франсуаза — Бланш
- 1966 Весна и оперетта
- 1962 Композитор Ференц Легар

## Дискография
- Александр Ткаченко и Ирина Муштакова. Арии и сцены из оперетт (1979).